# Processo dell'Alto Comando
Il Processo dell'Alto Comando (ufficialmente, The United States of America vs. Wilhelm von Leeb, et al.), noto anche inizialmente come Caso n. 12 (processo dei 13 generali), e successivamente come Caso n. 72 ( il processo dell'alto comando tedesco: processo a Wilhelm von Leeb e altri tredici), fu l'ultimo dei dodici processi per crimini di guerra che le autorità statunitensi tennero nella loro zona di occupazione della Germania a Norimberga dopo la fine della seconda guerra mondiale. Questi dodici processi si sono svolti tutti davanti ai tribunali militari statunitensi, non prima del Tribunale Militare Internazionale, ma si è svolto nelle stesse sale del Palazzo di Giustizia. I dodici processi statunitensi sono noti collettivamente come "Processi successivi di Norimberga" o, più formalmente, come "Processi per criminali di guerra davanti ai tribunali militari di Norimberga" (NMT).

## Il processo
Gli accusati in questo processo erano generali di alto rango della Wehrmacht tedesca (tra cui tre feldmarescialli e un ex ammiraglio), alcuni dei quali erano stati membri dell'Alto Comando delle forze militari della Germania nazista. Sono stati accusati di aver partecipato, o pianificato, o facilitato l'esecuzione dei numerosi crimini di guerra e delle atrocità commessi nei paesi occupati dalle forze tedesche durante la guerra.
I giudici in questo caso, ascoltati davanti al tribunale militare V-A, erano l'americano John C. Young (giudice presidente), Winfield B. Hale e Justin W. Harding. Il capo dell'avvocato dell'accusa era Telford Taylor. L'atto d'accusa fu depositato il 28 novembre 1947, il processo durò dal 30 dicembre di quell'anno fino al 28 ottobre 1948.

## Le accuse
L'imputato ha affrontato quattro accuse per aver commesso crimini di guerra e crimini contro l'umanità:
1. Crimini contro la pace conducendo una guerra aggressiva contro altre nazioni e violando i trattati internazionali.
2. Crimini di guerra essendo responsabili di omicidi, maltrattamenti e altri crimini contro prigionieri di guerra e belligeranti nemici.
3. Crimini contro l'umanità partecipando o ordinando l'omicidio, la tortura, la deportazione, la presa di ostaggi , ecc. di civili nei paesi occupati dai militari.
4. Partecipare e organizzare la formulazione e l'esecuzione di un piano comune e di cospirazione per commettere i reati di cui sopra.

Tutti gli imputati sono stati incriminati su tutti i fronti; tutti si dichiararono "non colpevoli". Il numero 4 dell'accusa, l'accusa di cospirazione, fu presto archiviata dal tribunale perché era già coperta dalle altre accuse. Al primo punto, il tribunale ha ritenuto tutti gli accusati non colpevoli, affermando che non erano i responsabili politici e che preparare la guerra e combatterla su ordine non era un reato secondo il diritto internazionale applicabile dell'epoca.

## Gli imputati e le sentenze
Dei 14 imputati incriminati, Otto Schniewind e Hugo Sperrle sono stati assolti da tutti i capi. Johannes Blaskowitz si è suicidato durante il processo e gli 11 imputati rimanenti hanno ricevuto pene detentive che vanno da tre anni all'ergastolo. Tutte le condanne includevano il tempo già scontato in carcere dal 7 aprile 1945.
La tabella seguente mostra, rispetto a ciascuna accusa, se gli imputati sono stati incriminati ma non condannati (X) o incriminati e giudicati colpevoli (C).
| Foto | Nome                 | Accusa | Accusa | Accusa | Accusa | Pena          | Note |
| Foto | Nome                 | 1      | 2      | 3      | 4      | Pena          | Note |
| ---- | -------------------- | ------ | ------ | ------ | ------ | ------------- | --- |
|      | Hermann Reinecke     | X      | C      | C      | X      | Ergastolo     | Ex General der Infanterie. Capo dell'Ufficio Generale delle Forze Armate dell'OKW, responsabile della creazione e dell'attuazione della politica POW che ha provocato la morte di ca. 3,3 milioni di prigionieri di guerra sovietici. Rilasciato nel 1954. Morto nel 1973. |
|      | Walter Warlimont     | X      | C      | C      | X      | Ergastolo     | Ex General der Artillerie. Capo del Dipartimento della Difesa Nazionale nello Stato Maggiore delle Operazioni della Wehrmacht e responsabile del decreto Barbarossa che consentiva l'uccisione di civili con il pretesto di contrastare l'attività partigiana. Sentenza commutata in 18 anni nel 1951. Rilasciato nel 1954. Morto nel 1976. |
|      | Karl von Roques      | X      | C      | C      | X      | 20 anni       | Ex General der Infanterie. Come comandante delle retrovie del Gruppo d'armate Sud, Roques condusse politiche di sterminio contro partigiani sovietici e civili slavi ed ebrei. Morto il 24 dicembre 1949. |
|      | Hans von Salmuth     | X      | C      | C      | X      | 20 anni       | Ex Generaloberst. Salmuth ha attuato l'Ordine del Commissario, compreso l'omicidio e il maltrattamento dei prigionieri di guerra sovietici. È stato anche riconosciuto colpevole di omicidio, deportazione e presa di ostaggi di civili. Sentenza rivista nel 1951, commutata in 12 anni e retrodatata a giugno 1945. Pubblicata nel 1953 a buon fine. Morto nel 1962. |
|      | Hermann Hoth         | X      | C      | C      | X      | 15 anni       | Ex Generaloberst. Comandava il 3º Gruppo Panzer durante l'Operazione Barbarossa nel 1941 e la 4ª Armata Panzer durante l'offensiva estiva della Wehrmacht del 1942. A sostegno dell'Ordine del commissario, emanò una direttiva nel novembre 1941 che ordinava ai suoi comandanti subordinati di "sterminare immediatamente e senza pietà" "ogni segno di resistenza attiva o passiva (...) da parte di agitatori ebrei-bolscevichi". La sentenza fu rivista senza modifiche nel 1951. Rilasciato sulla parola nel 1954; rilasciato dalla libertà condizionale / pena ridotta a scontata nel 1957. Morto nel 1971. |
|      | Georg-Hans Reinhardt | X      | C      | C      | X      | 15 anni       | Ex Generaloberst. Le truppe sotto il comando di Reinhardt attuarono l'ordine del commissario sul fronte orientale e deportarono anche i civili nei campi di concentramento. Sentenza rivista nel gennaio 1951, senza modifiche. Rilasciato nel 1952 per motivi compassionevoli. Morto nel 1963. |
|      | Georg von Küchler    | X      | C      | C      | X      | 15 anni       | Ex Generalfeldmarschall. Comandante della 18ª armata sul fronte orientale, e successivamente del Gruppo d'armate Nord. Küchler è stato direttamente coinvolto nell'omicidio di persone con disabilità mentali. Nel dicembre 1941, con il suo espresso consenso, le unità dell'SD hanno sparato a 240 malati di mente. Sentenza rivista nel gennaio 1951, senza modifiche. Rilasciato nel 1952 per motivi compassionevoli. Morto nel 1968. |
|      | Otto Wöhler          | X      | C      | C      | X      | 8 anni        | Ex General der Infanterie. Condannato per attuazione del decreto Barbarossa, deportazione di civili per lavoro forzato e collaborazione con le Einsatzgruppen. Rilasciato nel 1951. Morto nel 1987. |
|      | Rudolf Lehmann       | X      | C      | C      | X      | 7 anni        | Ex Generaloberstabsrichter. Giudice avvocato generale dell'OKW e responsabile del decreto Barbarossa che consentiva l'omicidio di civili con il pretesto di contrastare l'attività partigiana Elaborò il Nacht und Nebel del dicembre 1941 che toglieva agli imputati l'accesso al giusto processo. Le truppe della Wehrmacht hanno applicato l'ordine in Francia, Olanda, Ucraina e negli altri paesi occupati. Fu coinvolto nella formulazione dell'Ordine Commando e del Decreto Terrore e Sabotaggio. Rilasciato nel 1950. Morto nel 1955.                                                                     |
|      | Karl-Adolf Hollidt   | X      | C      | C      | X      | 5 anni        | Ex Generaloberst. Rilasciato nel dicembre 1949. Morto nel 1985. |
|      | Wilhelm von Leeb     | X      | X      | C      | X      | Pena scontata | Ex Generalfeldmarschall. Comandante del Gruppo d'armate Nord in Unione Sovietica (giugno 1941 - gennaio 1942). Condannato per trasmissione del decreto Barbarossa e sua applicazione penale da parte di unità subordinate. Rilasciato dopo il processo. Morto nel 1956. |
|      | Otto Schniewind      | X      | X      | X      | X      | Assolto       | Ex Generaladmiral. Comandante della flotta (Kriegsmarine) (giugno 1941 - luglio 1944). Morto nel 1964. |
|      | Hugo Sperrle         | X      | X      | X      | X      | Assolto       | Ex Luftwaffe Generalfeldmarschall. Al comando della Luftflotte 3 (febbraio 1939 - agosto 1944). Morto nel 1953. |
|      | Johannes Blaskowitz  | X      | X      | X      | X      | —             | Ex Generaloberst. Ha comandato il gruppo di armate G e il gruppo di armate H in Francia e nei Paesi Bassi (1944 -1945). Si suicidò durante il processo il 5 febbraio 1948. |

## Conseguenze
Dopo la nascita della Repubblica federale, il cancelliere tedesco Konrad Adenauer e il Bundestag si sono schierati dalla parte degli imputati. La leva tedesca è aumentata con l'aumentare dell'urgenza di riarmare la Germania.
Sotto queste intense pressioni, nel 1950, l'Alto Commissario americano John J. McCloy istituì un comitato di revisione presieduto dal giudice David Peck di New York e, su sua raccomandazione, ridusse le condanne a tre dei sei imputati dell'Alto Comando ancora in carcere. Dopo ulteriori procedimenti da parte di commissioni miste composte da membri alleati e tedeschi, l'ultimo degli imputati dell'Alto Comando tornò a casa nel 1953.